# Conjetura de Yamabe
La conjetura de Yamabe es un problema de geometría diferencial que se refiere a la existencia de métricas de Riemann con curvatura escalar constante , y toma su nombre del matemático Hidehiko Yamabe. A principios de 1960 Yamabe afirmó tener una solución, y murió a finales de ese mismo año. Pero Trudinger en 1968 descubrió un error crítico en la prueba. El trabajo combinado de Neil Trudinger, Thierry Aubin y Richard Schoen luego proporcionó una solución completa al problema en 1984.

## Enunciado
El problema de Yamabe es el siguiente: dada una variedad suave y compacta M de dimensión n ≥ 3 con una métrica riemanniana g, ¿existe una métrica g' conforme a g para la cual la curvatura escalar de g' es constante? En otras palabras, ¿existe una función suave f en M para la cual la métrica g' = e2fg tiene una curvatura escalar constante?

## Respuesta
Ahora se sabe que la respuesta es sí, y se demostró usando técnicas de geometría diferencial, análisis funcional y ecuaciones diferenciales parciales.

## El caso no compacto
Una pregunta estrechamente relacionada es el llamado "problema de Yamabe no compacto", que pregunta: ¿Es cierto que en cada variedad de Riemann completa (M,g) que no es compacta, existe una métrica que es conforme a g , tiene una curvatura escalar constante y también está completa? La respuesta es no, debido a contraejemplos dados por Jin (1988) .